# Benjamin Britten
Edward Benjamin Britten, Baron Britten,  (n. 22 noiembrie 1913, Lowestoft, Anglia, Regatul Unit al Marii Britanii și Irlandei – d. 4 decembrie 1976, Aldeburgh, Anglia, Regatul Unit) a fost un compozitor, dirijor și pianist englez. Britten a fost o figură centrală a muzicii clasice britanice, datorită unei mari varietăți de lucrări muzicale, care includ opere, muzică vocală, precum și piese de muzică orchestrală și de cameră.
Cele mai cunoscute lucrări ale muzicianului cuprind opera Peter Grimes (1945), War Requiem (1962) și piesa orchestrală The Young Person's Guide to the Orchestra (Ghidul orchestral al unui tânăr, 1945).

### Opere de scală mare

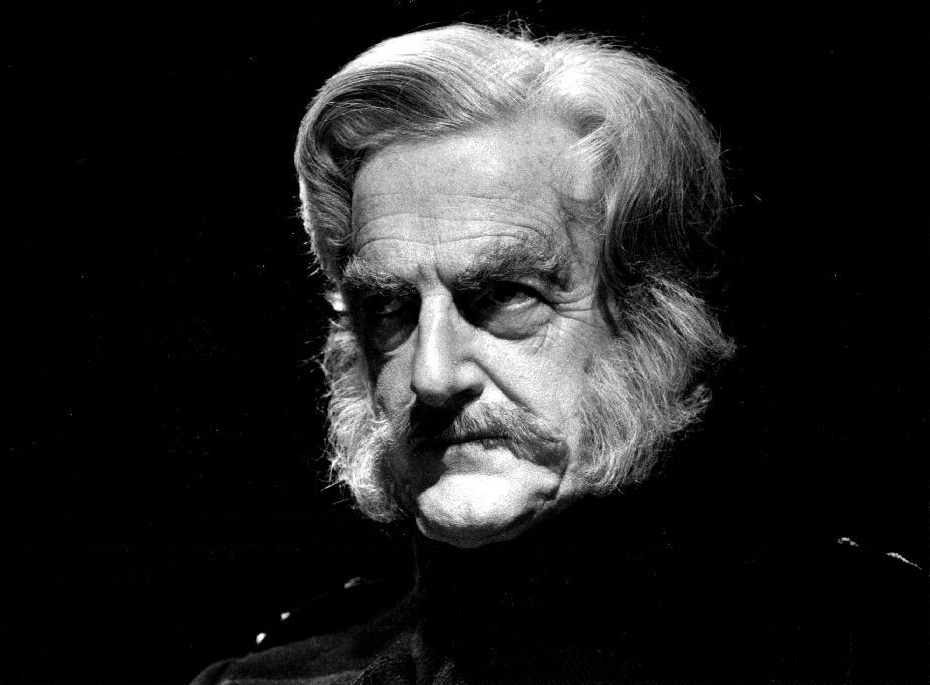
Peter Pears ca generalul
din Owen Wingrave, 1971